# تنها چیزی که تا حالا خواستم (ترانه آراندا)
«تنها چیزی که تا حالا خواستم» تک‌آهنگی از کلی کلارکسون است که در ۲۲ آوریل ۲۰۰۸ منتشر شد.